# 다카하시 히사노리
다카하시 히사노리(일본어: 高橋 尚成, 1975년 4월 2일~)는 일본의 전직 프로 야구 선수이다.
2014년의 등록명은 ‘尚成’(히사노리).

## 인물

### 프로 입단 전
도쿄도 스미다구 출신으로 슈토쿠 고등학교를 거쳐 고마자와 대학에 진학, 도토 대학 리그에서 통산 60경기에 등판해 17승 11패, 평균자책점 2.58, 239탈삼진을 기록했다. 대학 졸업 후 사회인 야구팀인 도시바에 입단한 후 1999년 제70회 도시 대항 야구 대회에서 팀의 우승에 기여, 최우수 투수로 선정되는 맹활약을 했다. 같은 해 프로 야구 드래프트 회의에서 1순위(역지명)로 요미우리 자이언츠에 입단했다.

### 요미우리 자이언츠 시절

#### 2000년 ~ 2005년
이듬해인 2000년 4월 6일 주니치 드래건스전에서 호리우치 쓰네오 이후의 선발로 첫 등판해 데뷔 후 처음으로 승리 투수가 되는 등 시즌 초부터 기대 이상의 맹활약을 했다. 신인왕이야말로 타격왕(수위타자)을 차지한 긴조 다쓰히코에게 양보했지만 최종적으로 9승 6패, 평균자책점 3.18의 무난한 성적을 남겼다. 같은 해 일본 시리즈에서는 5차전에(후쿠오카 돔) 선발로 등판, 역대 10번째이자 요미우리의 투수로서는 5번째의 첫 등판과 첫 완봉을 장식하여 우수 선수상을 수상했다.
2001년에는 9승, 다음해인 2002년에는 처음으로 두 자릿수 승리 기록인 10승을 올려 요미우리 선발 투수진의 일각으로서 지위를 쌓아 올려 갔지만 2003년 ~ 2004년에는 갑작스런 부상으로 기대 이하의 투구 플레이가 많아지는 등 성적은 침체되었고, 2005년에는 팀내 선발 로테이션을 지켰지만 불안정한 투구 플레이가 많아 2년 연속으로 10패째를 기록하는 등 불안한 시즌을 보냈다. 10패중 5월 8일에 있은 미야기 구장에서의 라쿠텐전에서 이와쿠마 히사시와 투수전을 펼쳤지만 패배한 횟수도 포함되는 등 구단 역사상 최초의 교류전 패전 투수가 되었다. 2003년 ~ 2005년의 3년 간 성적은 17승 26패와 평균자책점 5.00이라는 저조한 성적을 기록했으며 입단 1년째인 2000년부터 2001년까지 36번을 착용했고 이 등번호로 과거 단일시즌 고시엔 2완봉 이상 후 프로 입단 뒤 단일시즌 2완봉 이상 기록한 건 본인(다카하시) 외에도 고다 에이조(66~68 70년 난카이)가 있는데 36번은 미국에서 투수들이 착용한다.

#### 2006년

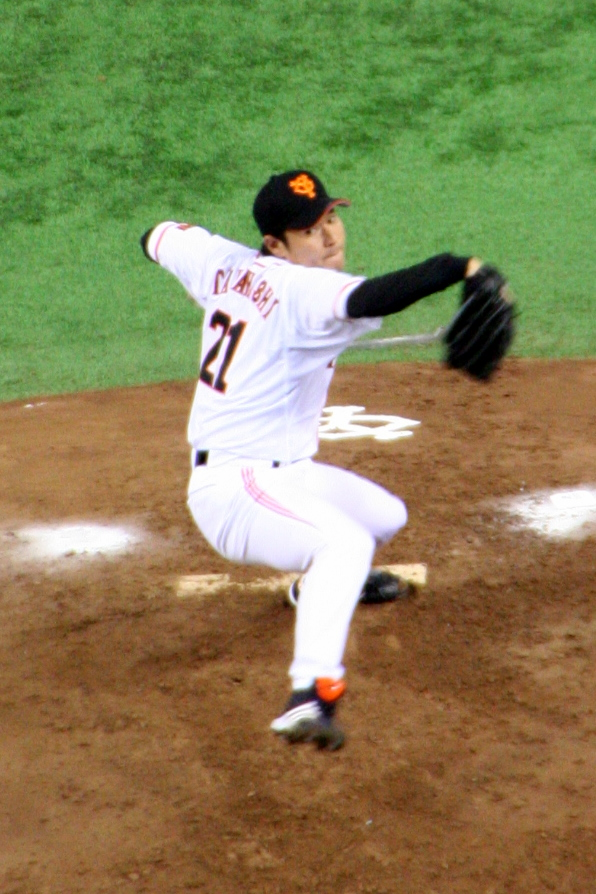
요미우리 자이언츠 시절의 다카하시 히사노리(2007년)

그 해에는 몸쪽 공격의 스타일을 도입해 시범 경기에서는 쾌투가 계속되었지만 정규 시즌 개막 후 4월 5일의 야쿠르트전에서 벤치에 날아든 아오키 노리치카의 파울 볼이 안면을 직격, 오른쪽 뺨의 골절로 인해 전력이 장기적으로 이탈당하는 수모를 겪었다. 복귀 이후 마무리 투수로 활약해 시즌 15세이브를 기록했다. 그러나 다카하시가 마무리 투수로 활약한 것은 원래 마무리 투수였던 도요다 기요시가 전력을 이탈한 것에 의한 긴급 조치였으며 시즌 종료 후에 가진 재계약 협상에서는 기요타케 히데토시 구단 대표에게 2007년 시즌의 선발 복귀를 해달라고 요구했다.

#### 2007년
2007년에는 선발로 복귀, 4월에는 월간 성적인 5승을 올리는 등 구단의 좌완 투수로서는 1979년 5월 니우라 히사오 이후 28년 만의 쾌거였다. 입단한 지 8년 만에 감독 추천에 의해 올스타전에 첫 출전하면서 풀캐스트 스타디움 미야기에서 열린 제2차전에 선발로 등판, 야마사키 다케시에게 홈런을 허용하여 2이닝으로 2실점을 기록했다. 그러나 아베 신노스케의 3점 홈런을 때려 내는 등 센트럴 리그 타선의 도움을 받아 승리 투수가 되었다. 정규 시즌에서는 개인 최고 성적인 14승을 올려 팀의 리그 우승 달성에 기여, 한때 시즌 후반기인 8월 2일부터 9월 15일까지 1개월 이상 승리 투수가 되지 않는 상황이 나오게 되면서 일시적으로 세스 그레이싱어에 평균자책점 부문 1위를 내주기는 했지만 최후에는 2연승을 기록해 프로 데뷔 후 처음으로 시즌 타이틀인 최고 평균자책점을 석권했다.

#### 2008년
처음으로 개막전 선발 투수로 지명되어 도쿄 야쿠르트 스왈로스전에 등판했지만 팀은 2대 6으로 패했다. 이후의 등판에서도 극심한 부진은 계속돼 5월 20일의 교류전인 지바 롯데 마린스전에서 3회 도중 6실점을 기록하는 등 최악의 성적을 기록해 출전 선수 등록이 말소되었다. 그러나 후반에는 다시 1군으로 복귀해 원래의 상태를 되찾아 최종적으로 8승을 올렸다.

#### 2009년
정규 시즌 초반부터 중반에는 부진이 계속되면서 다소 주춤했지만 9월 이후 5연승을 기록해 10승 6패라는 성적으로 시즌을 마감해 자신의 세 번째가 되는 두 자리수 승리 기록을 달성함과 동시에 평균자책점도 2.94를 기록했다. 시즌 종료 후인 11월 17일에는 FA를 취득해 10년간 몸담았던 요미우리와 결별하고 메이저 리그로 이적을 한다는 발표를 했다.

### 메이저 리그 시절

#### 뉴욕 메츠
2010년 2월 11일, 뉴욕 메츠와의 마이너 리그 계약을 정식으로 맺으면서 등번호는 톰 글래빈이 붙이고 있던‘47’번으로 결정했다. 시범 경기에서 13이닝 4실점(평균자책점 2.77)으로 결과를 남기는 등 개막 직전에 메이저 리그로 승격했다. 4월 7일의 플로리다 말린스전 연장 10회에 팀의 6번째 투수로 등판해 메이저 리그 무대에서 첫 등판이 이뤄졌지만 타자 4명과 상대하면서 2안타 1볼넷 1실점을 기록하는 등 패전 투수가 되었다. 4월 23일의 애틀랜타 브레이브스전에서는 선발 존 메인이 부진하면서 그대로 강판 당해 긴급 등판하여 3회를 2안타 1볼넷 7탈삼진 1실점을 호투하는 등 메이저 리그 무대에서 첫 승리를 기록했을 뿐만 아니라 타석에서도 가와카미 겐신으로부터 메이저 리그 진출 후 첫 안타를 때려냈다. 5월 21일의 뉴욕 양키스전에서는 첫 선발 투수로 등판해 6회 5안타 무실점으로 호투하였지만 승패는 연결되지 않았다.

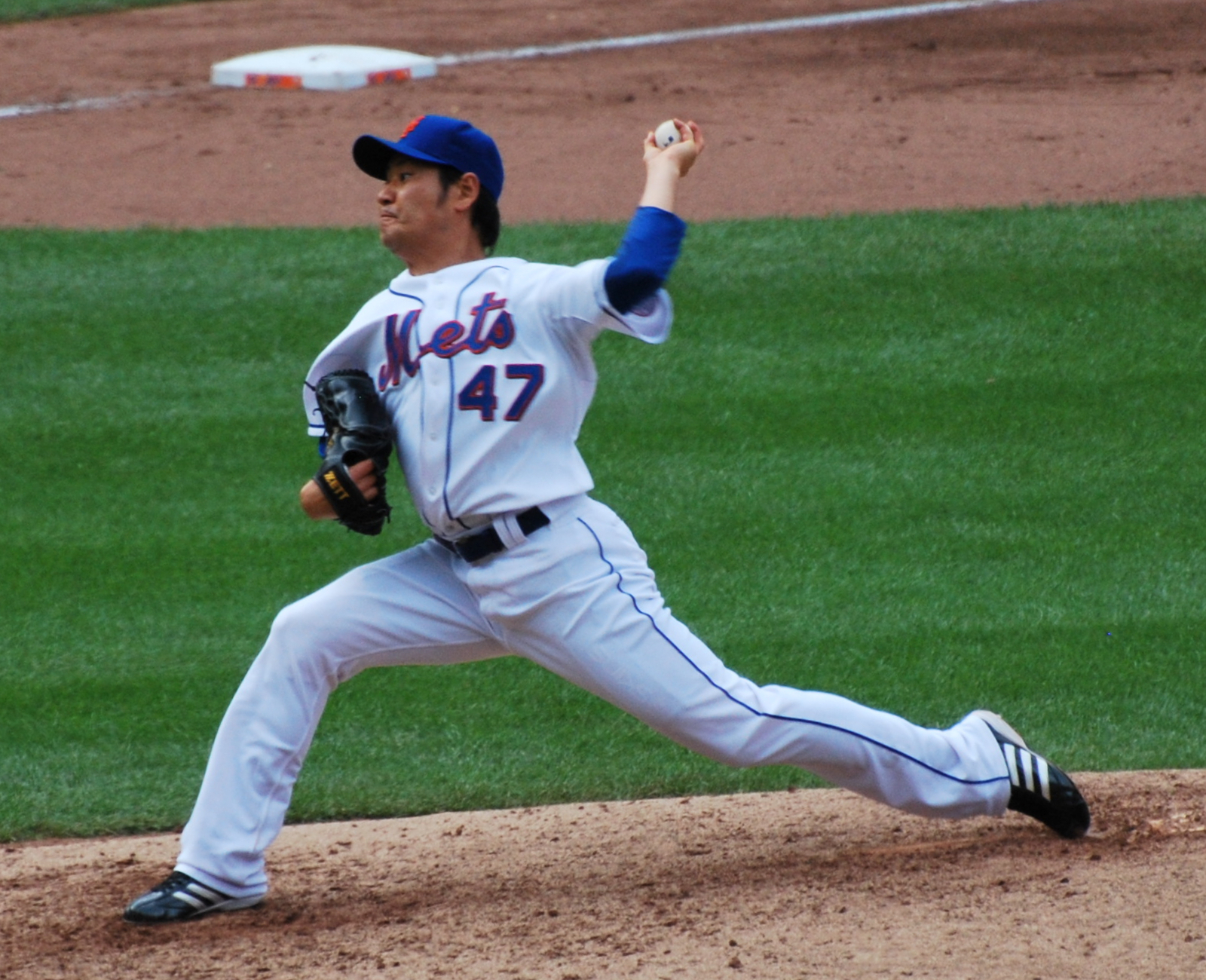
뉴욕 메츠 시절의 다카하시 히사노리(2010년)

8월 16일의 휴스턴 애스트로스전에서 첫 세이브를 기록했고 10월 1일의 워싱턴 내셔널스전에서는 동점인 상황에 9회부터 등판, 2회를 무안타 무실점 4탈삼진을 기록해 연장 10회에는 팀이 끝내기 안타를 때려내 일본인 메이저 리거로서는 4번째이자 메츠에서는 1985년의 릭 아길레라 이후 25년 만이 되는 신인으로서의 두 자릿수 승리를 기록했다.
최종적으로 선발로서는 4승 4패, 평균자책점 5.01, WHIP 1.45를 기록했지만 구원 투수에서는 리그 9위의 평균자책점 2.04, 6승 2패 8세이브, WHIP 1.13이라는 결과를 남겨 10승을 기록하는 등 2010년 일본인 메이저 리거 중에서는 구로다 히로키(11승)에 이은 두 번째로 많은 승점을 올렸다. 시즌 종료 후에는 교섭이 결렬되면서 11월 5일에 자유 계약 선수로 공시되었다.

#### 로스앤젤레스 에인절스 오브 애너하임
2010년 12월 2일, 로스앤젤레스 에인절스 오브 애너하임과 2년 계약을 맺었고 이후 정규 시즌에서는 중간 계투로 기용되는 등 5월에는 11경기에 등판, 0승 1패와 평균자책점 6.30, WHIP 1.80을 기록하면서 부진을 겪었다. 6월에는 다시 회복하면서 전반기에서는 36경기에 등판하여 2승 2패, 평균자책점 3.62, WHIP 1.33을 남겼다. 8월 15일의 텍사스 레인저스전에서 메이저 리그 통산 100경기 등판을 달성했고, 후반기에는 25경기에 등판해 2승 1패 2세이브, 평균자책점 3.23, WHIP 1.07의 성적을 남겼다. 일본인 선수들과 상대하면서 이치로를 3타수 무안타, 마쓰이 히데키를 2타수 무안타, 니시오카 쓰요시를 2타수 무안타로 처리하는 등 모두 무안타로 막아냈다.
2012년 시즌에는 4월에 8경기에 등판하면서 0승 1패, 평균자책점 9.95, WHIP 1.89로 부진을 겪었지만 5월에는 10경기에 등판하여 0승 1패, 평균자책점 1.86, WHIP 0.93을 기록하면서 회복의 조짐을 보였다. 전반기에는 28경기에 등판해 0승 2패, 평균자책점 4.15를 남겼다. 7월 28일에는 팀에 잭 그레인키가 입단한 것에 의해 트리플 A팀인 솔트레이크 비스에 격하되었지만 스캇 다운스의 부진에 의해 31일에 다시 승격되었다. 그러나 8월에는 8경기에 등판해 0승 1패, 평균자책점 7.71을 기록하면서 극심한 부진에 시달리는 등 결국 8월 19일에 다시 마이너 리그로 떨어졌다.

#### 피츠버그 파이어리츠
2012년 8월 24일, 웨이버 공시로 피츠버그 파이리츠에 입단하였다.

#### 시카고 컵스
2012년 12월 28일, 시카고 컵스와 마이너리그 계약을 체결한 것으로 알려졌다.

### 요코하마 DeNA 베이스타스 시절
2013년 12월 25일, 요코하마 DeNA 베이스타스가 다카하시를 2년 계약으로 획득한 것을 발표했다. 다카하시는 요미우리 탈퇴 이후 5년 만에, NPB 및 센트럴 리그 팀으로 복귀하게 됐다. 등번호는 메츠에서도 착용했던 47번으로 배정되었다. 2014년 1월 20일에는 등록명을 히사노리(尚成)로 함이 이 구단에서 발표되었다.

## 상세 정보

### 출신 학교
- 슈토쿠 고등학교
- 고마자와 대학

### 선수 경력
사회인 시대
- 도시바

NPB
- 요미우리 자이언츠(2000년 ~ 2009년)
- 요코하마 DeNA 베이스타스(2014년 ~ 2015년)

MLB
- 뉴욕 메츠(2010년)
- 로스앤젤레스 에인절스 오브 애너하임(2011년 ~ 2012년)
- 피츠버그 파이리츠(2012년)
- 시카고 컵스 (2013년)

### 수상·타이틀 경력

#### 타이틀
- 최고 평균자책점 : 1회(2007년)
- 최고 승률(당시는 타이틀이 아님) : 1회(2007년) ※센트럴 리그에서는 1972년까지 타이틀로 제정됨.

#### 수상
- 최우수 배터리상 : 1회(2007년)[2]
- 베스트 나인 : 1회(2007년)
- 최우수 투수 : 1회(2007년)
- 일본 시리즈 우수 선수상 : 1회(2000년)
- 월간 MVP : 2회(2002년 5월, 2007년 4월)
- JA 전농 Go·Go상 : 1회(최다 탈삼진상 : 2005년 5월)
- 센트럴·퍼시픽 교류전 우수 선수상 : 1회(2007년)

### 개인 기록

#### 투수 기록(NPB)
- 첫 등판·첫 선발·첫 승리 : 2000년 4월 6일, 대 주니치 드래건스 3차전(나고야 돔), 8이닝 1실점
- 첫 탈삼진 : 상동, 3회말에 이노우에 가즈키로부터
- 첫 완투 승리·첫 완봉 승리 : 2000년 5월 7일, 대 야쿠르트 스왈로스 8차전(도쿄 돔)
- 첫 홀드 : 2005년 7월 20일, 대 야쿠르트 스왈로스 11차전(메이지 진구 야구장), 6회말 1사에 4번째 투수로서 구원 등판, 1과 2/3이닝을 무실점
- 첫 세이브 : 2006년 7월 16일, 대 도쿄 야쿠르트 스왈로스 11차전(메이지 진구 야구장), 9회말에 6번째 투수로서 구원 등판·마무리, 1이닝 무실점

#### 타격 기록(NPB)
- 첫 안타·첫 타점 : 2000년 4월 23일, 대 히로시마 도요 카프 6차전(히로시마 시민 구장), 5회초에 기쿠치하라 쓰요시로부터 3루 적시 내야 안타

#### 기록 달성 경력
- 통산 1000투구 이닝 : 2007년 9월 9일, 대 한신 타이거스 21차전(도쿄 돔), 1회초 3아웃에 다카하시 미쓰노부를 1루수 뜬공으로 달성 ※역대 307번째.
- 통산 1000탈삼진 : 2009년 8월 16일, 대 한신 타이거스 18차전(도쿄 돔), 4회초에 시모야나기 쓰요시로부터 ※역대 125번째.

#### 기타
- 올스타전 출장 : 1회(2007년)

### 등번호
- 36(2000년 ~ 2001년)
- 17(2002년 ~ 2006년)
- 21(2007년 ~ 2009년, 2011년 ~ 2012년)
- 47(2010년, 2014년 ~ 2015년)
- 41(2012년 ~ 2013년)

### 등록명
- 高橋 尚成 (2000년 ~ 2012년, 2015년)
- 尚成(2014년)

### 연도별 투수 성적
| 연 도      | 소 속      | 등 판 | 선 발 | 완 투 | 완 봉 | 무 4 구 | 승 리 | 패 전 | 세 이 브 | 홀 드 | 승 률 | 타 자 | 이 닝  | 피 안 타 | 피 홈 런 | 볼 넷 | 고 4 | 몸 맞 | 탈 삼 진 | 폭 투 | 보 크 | 실 점 | 자 책 점 | 평 자 책 | W H I P |
| ---------- | ---------- | ----- | ----- | ----- | ----- | ------- | ----- | ----- | -------- | ----- | ----- | ----- | ------ | -------- | -------- | ----- | ---- | ----- | -------- | ----- | ----- | ----- | -------- | -------- | ------- |
| 2000년     | 요미우리   | 24    | 23    | 3     | 2     | 1       | 9     | 6     | 0        | --    | .600  | 563   | 135.2  | 133      | 10       | 36    | 3    | 2     | 102      | 1     | 0     | 59    | 48       | 3.18     | 1.25    |
| 2001년     | 요미우리   | 30    | 23    | 3     | 1     | 0       | 9     | 9     | 0        | --    | .500  | 584   | 134.2  | 126      | 20       | 52    | 2    | 3     | 99       | 4     | 0     | 65    | 59       | 3.94     | 1.32    |
| 2002년     | 요미우리   | 24    | 23    | 2     | 0     | 1       | 10    | 4     | 0        | --    | .714  | 669   | 163.1  | 143      | 16       | 39    | 1    | 6     | 145      | 4     | 1     | 58    | 56       | 3.09     | 1.11    |
| 2003년     | 요미우리   | 13    | 13    | 3     | 0     | 0       | 4     | 4     | 0        | --    | .500  | 364   | 86.2   | 79       | 14       | 27    | 1    | 4     | 78       | 1     | 1     | 42    | 37       | 3.84     | 1.22    |
| 2004년     | 요미우리   | 16    | 16    | 3     | 1     | 1       | 5     | 10    | 0        | --    | .333  | 402   | 91.0   | 107      | 18       | 26    | 0    | 3     | 61       | 3     | 0     | 59    | 55       | 5.44     | 1.46    |
| 2005년     | 요미우리   | 27    | 26    | 4     | 2     | 0       | 8     | 12    | 0        | 1     | .400  | 695   | 163.0  | 171      | 18       | 48    | 1    | 4     | 135      | 1     | 0     | 88    | 81       | 4.47     | 1.34    |
| 2006년     | 요미우리   | 35    | 4     | 0     | 0     | 0       | 2     | 6     | 15       | 4     | .250  | 266   | 62.0   | 70       | 10       | 15    | 2    | 1     | 51       | 1     | 0     | 36    | 34       | 4.94     | 1.37    |
| 2007년     | 요미우리   | 28    | 27    | 2     | 2     | 0       | 14    | 4     | 0        | 0     | .778  | 764   | 186.2  | 168      | 21       | 50    | 4    | 2     | 141      | 1     | 0     | 63    | 57       | 2.75     | 1.17    |
| 2008년     | 요미우리   | 23    | 22    | 0     | 0     | 0       | 8     | 5     | 0        | 0     | .615  | 518   | 122.0  | 127      | 16       | 30    | 0    | 5     | 94       | 2     | 0     | 63    | 56       | 4.13     | 1.29    |
| 2009년     | 요미우리   | 25    | 25    | 1     | 0     | 0       | 10    | 6     | 0        | 0     | .625  | 610   | 144.0  | 147      | 16       | 36    | 1    | 6     | 126      | 0     | 2     | 58    | 47       | 2.94     | 1.27    |
| 2010년     | NYM        | 53    | 12    | 0     | 0     | 0       | 10    | 6     | 8        | 3     | .625  | 516   | 122.0  | 116      | 13       | 43    | 7    | 0     | 114      | 1     | 1     | 51    | 49       | 3.61     | 1.30    |
| 2011년     | LAA        | 61    | 0     | 0     | 0     | 0       | 4     | 3     | 2        | 7     | .571  | 281   | 68.0   | 58       | 7        | 25    | 8    | 0     | 52       | 1     | 0     | 30    | 26       | 3.44     | 1.22    |
| 2012년     | LAA/PIT    | 51    | 0     | 0     | 0     | 0       | 0     | 3     | 0        | 3     | .000  | 212   | 50.1   | 49       | 8        | 14    | 1    | 0     | 52       | 0     | 0     | 32    | 31       | 5.54     | 1.25    |
| 2013년     | CHC        | 3     | 0     | 0     | 0     | 0       | 0     | 0     | 0        | 0     | ----  | 14    | 3.0    | 3        | 1        | 2     | 0    | 0     | 3        | 0     | 0     | 2     | 2        | 6.00     | 1.67    |
| 2014년     | DeNA       | 10    | 10    | 0     | 0     | 0       | 0     | 6     | 0        | 0     | .000  | 230   | 51.0   | 65       | 14       | 21    | 0    | 1     | 33       | 0     | 1     | 33    | 30       | 5.29     | 1.71    |
| 2015년     | DeNA       | 6     | 2     | 0     | 0     | 0       | 0     | 1     | 0        | 0     | .000  | 45    | 8.1    | 14       | 3        | 4     | 0    | 0     | 4        | 0     | 0     | 12    | 8        | 8.64     | 2.16    |
| NPB : 12년 | NPB : 12년 | 261   | 214   | 21    | 8     | 3       | 79    | 73    | 15       | 5     | .520  | 5710  | 1346.1 | 1350     | 176      | 384   | 15   | 37    | 1069     | 18    | 5     | 636   | 568      | 3.79     | 1.29    |
| MLB : 4년  | MLB : 4년  | 168   | 12    | 0     | 0     | 0       | 14    | 12    | 10       | 13    | .538  | 1023  | 243.1  | 226      | 29       | 84    | 16   | 0     | 221      | 2     | 1     | 115   | 108      | 3.99     | 1.27    |

- 2015년 기준, 굵은 글씨는 시즌 최고 성적.